# Nassauvia uniflora
Nassauvia uniflora là một loài thực vật có hoa trong họ Cúc. Loài này được (D.Don) Hauman mô tả khoa học đầu tiên năm 1918.